# Wappen der finnischen Region Kanta-Häme
Wappen der finnischen Region Kanta-Häme

Diese Seite zeigt Wappen der finnischen Städte und Gemeinden  der Region von Kanta-Häme.

## Städte und Gemeinden

Kanta-Häme
Forssa
Hattula
Hausjärvi
Humppila
Hämeenlinna
Janakkala
Jokioinen
Loppi
Riihimäki
Tammela
Ypäjä

## Wappen aufgelöster und alter Gemeinden

Hauho
Kalvola
Lammi
Renko
Somerniemi
Tuulos
Tyrväntö
Vanaja

- Hauho[13]
- Kalvola[14]
- Lammi[15]
- Renko[16]
- Somerniemi[17]
- Tuulos[18]
- Tyrväntö[19]
- Vanaja[20]

## Wappenbeschreibung
1. ↑  „In Rot ein schreitender goldener Luchs mit schwarzen Ohrbüscheln, begleitet oben von drei sechsstrahligen Sternen, unten von vier eins zu drei gestellten Rosen, alle silbern.“
2. ↑  In Blau ein silbernes Mühlrad
3. ↑  In Rot eine goldgemauerte Bogenbrücke mit einem goldenen gemeinen Kreuz darüber
4. ↑  In Rot ein silbernes Andreaskreuz bis an den Schildrand mit einem silbernen sechszackigen Stern im oberen Winkel
5. ↑  In Gold ein schwarzer hölzerner Glockenturmgerüst mit spitzem Dach und ebenso gefärbter Glocke
6. ↑  In Rot mit einer gemauerten silbernen Burg mit zwei Türmen zu ihren Seiten zwischen denen eine goldene Sonne mit Gesicht über einen Zentralbau schwebt steht auf einem roten Wellenschildfuß
7. ↑  In Rot ein hersehender goldener Luchskopf mit blauer Zunge und schwarzen Büscheln an den Ohren unter einem gezinnten silbernen Schildhaupt, in dem ein schwarzes Tatzenkreuz mittig von darauf zeigenden Pfeilen in schwarz begleitet wird
8. ↑  Im roten Wappen sind zwei goldene Ähren über und ein goldener Ambos unter dem goldenen Wellenbalken
9. ↑  Im durch Wellenschnitt in Silber und Rot geteilten Wappen  in verwechselten Farben das alchimistische Symbol für Eisen
10. ↑  Ein Goldfaden trennt in Silber und Rot. Oben ein silber-roter Flammenschnitt mit sieben roten Flammen und unten drei gebundene Getreidegarben in Gold
11. ↑  In Rot drei silberne Eichenblätter   im Dreipass mit zwei silbernen Früchten
12. ↑  In Blau und Silber gespalten. Vorn eine silberne Kirche und hinten eine rote aufrechte Getreideähre.
13. ↑  In Rot vier flüchtende silberne Eichhörnchen
14. ↑  In Rot ein silberner Balken in Fußnähe über dem zwei gekreuzte silberne Äxte mit den Schneiden nach außen liegen
15. ↑  In Rot ein silbernes Fünfblatt (Fingerkraut= mit goldenem Butzen über einem silbernen Dreiberg)
16. ↑  In Gold ein roter Stier mit silbernen Nasenring und Hörnen und Hufen eine rote nach linkswehende Fahne mit einer silbernen Jakobsmuschel darauf haltend
17. ↑  In Blau eine silberne Deichsel mit drei roten Rosen'
18. ↑  In Schwarz zwei gekreuzte goldene Gabeln mit goldgesäumten roten Flammen
19. ↑  In Rot zwei senkrechte abgekehrte Hechte in Silber mit goldenen Flossen und mit einer silbernen Rose zwischen ihnen.
20. ↑  In Rot ein silberner Luchskopf mit blauer Zunge und Zähne und schwarzen Büscheln an den Ohren